# Simply Red
Simply Red je britská soulová kapela založená v roce 1984 Mickem Hucknallem. Během dvaceti pěti let působení prodala přes 50 milionů nosičů.
Skupina vytvořila několik hitů jako It's Only Love (1989), Stars (1991), Fairground (1995) nebo Sunrise (2000). Z převzatých písní pak například Money's Too Tight (To Mention) (Valentine Brothers cover, 1985) či If You Don't Know Me By Now (1989). Pro mistrovství Evropy ve fotbale 1996 konaném v Anglii nazpívali oficiální píseň We're in This Together.
Na počátku roku 2009 zahájila poslední rozlučkové turné, které skončilo v roce 2010. Mick Hucknall poté kapelu rozpustil.
Frontman skupiny Hucknall vydal své první sólové album Tribute to Bobby 19. května 2008.

## Kapela
- Mick Hucknall – vokály
- Tony Bowers – baskytara
- Chris Joyce – perkuse
- Tim Kellet – klávesy
- Ian Kirkham – saxofon
- T.P Heitor – kytara
- Shaun Ward – baskytara
- Fritz McIntyre – vokály, klávesy
- Steve Lewinson – baskytara

## Výběr diskografie
- Picture Book (1985)
- Men and Women (1987)
- A New Flame (1989)
- Stars (1991)
- Life (1995)
- Greatest Hits (1996)
- Blue (1998)
- Love and the Russian Winter (1999)
- It's Only Love (2000)
- Home (2003)
- Simplified (2005)
- Stay (2007)
- Greatest Hits (2008)